# WTA Warschau
Das WTA Warschau ist ein Damen-Tennisturnier der WTA Tour, das in Polens Hauptstadt Warschau ausgetragen wird.

## Geschichte
Offizielle Namen des Turniers:
- 1995, 1997–2000: Warsaw Cup by Heros
- 1996: Warsaw Cup
- 2000–2007: J&S Cup
- 2009: Warsaw Open: 2009
- 2010: Polsat Warschau Open
- 2022–: BNP Paribas Poland Open

## Siegerlisten

### Einzel
| Jahr                    | Siegerin               | Finalgegnerin             | Ergebnis              |
| ----------------------- | ---------------------- | ------------------------- | --------------------- |
| ↓ Kategorie: Tier III ↓ |                        |                           |                       |
| 1995                    | Barbara Paulus         | Alexandra Fusai           | 7:6, 4:6, 6:1         |
| 1996                    | Henrieta Nagyová       | Barbara Paulus            | 3:6, 6:2, 6:1         |
| 1997                    | Barbara Paulus         | Henrieta Nagyová          | 6:4, 6:4              |
| 1998                    | Conchita Martínez      | Silvia Farina Elia        | 6:0, 6:3              |
| ↓ Kategorie: Tier IVb ↓ |                        |                           |                       |
| 1999                    | Cristina Torrens       | Inés Gorrochategui        | 7:5, 7:63             |
| 2000                    | Henrieta Nagyová       | Amanda Hopmans            | 2:6, 6:4, 7:5         |
| 2001                    |                        | Turnier nicht ausgetragen |                       |
| ↓ Kategorie: Tier III ↓ |                        |                           |                       |
| 2002                    | Jelena Bowina          | Henrieta Nagyová          | 6:3, 6:1              |
| ↓ Kategorie: Tier II ↓  |                        |                           |                       |
| 2003                    | Amélie Mauresmo        | Venus Williams            | 6:7, 6:0, 3:0 Aufgabe |
| 2004                    | Venus Williams         | Swetlana Kusnezowa        | 6:1, 6:4              |
| 2005                    | Justine Henin-Hardenne | Swetlana Kusnezowa        | 3:6, 6:2, 7:5         |
| 2006                    | Kim Clijsters          | Swetlana Kusnezowa        | 7:5, 6:2              |
| 2007                    | Justine Henin          | Aljona Bondarenko         | 6:1, 6:3              |
| 2008                    |                        | Turnier nicht ausgetragen |                       |
| ↓ Kategorie: Premier ↓  |                        |                           |                       |
| 2009                    | Alexandra Dulgheru     | Aljona Bondarenko         | 7:63, 3:6, 6:0        |
| 2010                    | Alexandra Dulgheru     | Zheng Jie                 | 6:3, 6:4              |
| ↓ Kategorie: 250 ↓      |                        |                           |                       |
| 2022                    | Caroline Garcia        | Ana Bogdan                | 6:4, 6:1              |
| 2023                    | Iga Świątek            | Laura Siegemund           | 6:0, 6:1              |

### Doppel
| Jahr                    | Siegerinnen                                | Finalgegnerinnen                       | Ergebnis         |
| ----------------------- | ------------------------------------------ | -------------------------------------- | ---------------- |
| ↓ Kategorie: Tier III ↓ |                                            |                                        |                  |
| 1995                    | Sandra Cecchini Laura Garrone              | Henrieta Nagyová Denisa Krajčovičová   | 5:7, 6:2, 6:3    |
| 1996                    | Olga Lugina Elena Wagner                   | Alexandra Fusai Laura Garrone          | 1:6, 6:4, 7:5    |
| 1997                    | Ruxandra Dragomir Inés Gorrochategui       | Meike Babel Catherine Barclay          | 6:4, 6:0         |
| 1998                    | Olga Lugina Karina Habšudová               | Liezel Horn Karin Kschwendt            | 7:6, 7:5         |
| ↓ Kategorie: Tier IVb ↓ |                                            |                                        |                  |
| 1999                    | Cătălina Cristea Irina Seljutina           | Amélie Cocheteux Janette Husárová      | 6:1, 6:2         |
| 2000                    | Tathiana Garbin Janette Husárová           | Iroda Toʻlaganova Hanna Saporoschanowa | 6:3, 6:1         |
| 2001                    |                                            | Turnier nicht ausgetragen              |                  |
| ↓ Kategorie: Tier III ↓ |                                            |                                        |                  |
| 2002                    | Jelena Kostanić Henrieta Nagyová           | Jewgenija Kulikowskaja Silvija Talaja  | 6:1, 6:1         |
| ↓ Kategorie: Tier II ↓  |                                            |                                        |                  |
| 2003                    | Liezel Huber Magdalena Maleewa             | Eleni Daniilidou Francesca Schiavone   | 3:6, 6:4, 6:2    |
| 2004                    | Silvia Farina Elia Francesca Schiavone     | Gisela Dulko Patricia Tarabini         | 3:6, 6:2, 6:1    |
| 2005                    | Tetjana Perebyjnis Barbora Strýcová        | Klaudia Jans Alicja Rosolska           | 6:1, 6:4         |
| 2006                    | Jelena Lichowzewa Anastassija Myskina      | Anabel Medina Katarina Srebotnik       | 6:3, 6:4         |
| 2007                    | Wera Duschewina Tetjana Perebyjnis         | Jelena Lichowzewa Jelena Wesnina       | 7:5, 3:6, [10:2] |
| 2008                    |                                            | Turnier nicht ausgetragen              |                  |
| ↓ Kategorie: Premier ↓  |                                            |                                        |                  |
| 2009                    | Raquel Kops-Jones Bethanie Mattek-Sands    | Yan Zi Zheng Jie                       | 6:1, 6:1         |
| 2010                    | Virginia Ruano Pascual Meghann Shaughnessy | Cara Black Yan Zi                      | 6:3, 6:4         |
| ↓ Kategorie: 250 ↓      |                                            |                                        |                  |
| 2022                    | Anna Danilina Anna-Lena Friedsam           | Katarzyna Kawa Alicja Rosolska         | 6:4, 5:7, [10:5] |
| 2023                    | Heather Watson Yanina Wickmayer            | Weronika Falkowska Katarzyna Piter     | 6:4, 6:4         |